# Heinrich Steinfest
Œuvres principales
- Série Mark Cheng

Heinrich Steinfest, né le 10 avril 1961 à Albury en Nouvelle-Galles du Sud (Australie), est un écrivain autrichien, auteur de romans policiers.

## Biographie
Heinrich Steinfest naît en Australie, mais grandit à Vienne. Jusqu'à la fin des années 1990, il y vit comme artiste indépendant. Aujourd'hui, il vit à Stuttgart comme peintre et écrivain.
Il est un des plus connus opposants au projet Stuttgart 21 et a participé à plusieurs manifestations et manifestes contre ce projet.
En littérature, il est connu pour être le créateur du détective manchot Mark Cheng, né et travaillant à Vienne, mais fils de parents d'origine chinoise qui ont immigré en Autriche en raison de leur fascination pour la valse.
Son roman Le Mondologue (Der Allesforscher), publié en 2014, met en scène son frère Michael Steinfest, mort à 23 ans d'un accident en montagne. Le roman est nommé au prix du livre allemand.

## Œuvres

### Romans policiers

#### SérieMark Cheng
1. (de) Cheng: rabenschwarzer Roman um einen Wiener Chinesen, 1999Réédité dans une première version révisée en 2000 sous le titre Cheng: ein rabenschwarzer Roman, puis en 2007 sous le titre Cheng: Sein erster Fall
2. Sale Cabot, Phébus, coll. « Rayon noir », 2006 ((de) Ein sturer Hund, 2003), trad. Corinna Gepner, 297 p.  (ISBN 2-7529-0196-8)
3. Le Poil de la bête, Carnets nord, 2013 ((de) Ein dickes Fell, 2006), trad. Corinna Gepner, 646 p.  (ISBN 978-2-35536-073-2)Réédition, Paris, Gallimard, coll. « Folio policier » no 778, 2015  (ISBN 978-2-07-045857-8)
4. (de) Batmans Schönheit: Chengs letzter Fall, 2010
5. (de) Der schlaflose Cheng: Sein neuer Fall, 2019

#### Autres romans policiers
- (de) Das Ein-Mann-Komplott, 1996
- (de) Der Nachmittag des Pornographen, 1997
- (de) To(r)tengräber, 2000Réédité dans une première version révisée en 2007 sous le titre Tortengräber: Ein rabenschwarzer Roman
- (de) Der Mann, der den Flug der Kugel kreuzte, 2001
- Requins d'eau douce[2],[3], Carnets nord, 2010 ((de) Nervöse Fische, 2004), trad. Corinna Gepner, 392 p.  (ISBN 978-2-35536-047-3)Réédition sous le titre Requins d'eau douce : une enquête de l'inspecteur Lukastik, Paris, Gallimard, coll. « Folio policier » no 637, 2011  (ISBN 978-2-07-044491-5)
- (de) Der Umfang der Hölle, 2005
- Le Onzième Pion, Carnets nord, 2011 ((de) Die feine Nase der Lilli Steinbeck, 2007), trad. Corinna Gepner, 409 p.  (ISBN 978-2-35536-057-2)Réédition sous le titre Le Grand Nez de Lilli Steinbeck, Paris, Gallimard, coll. « Folio policier » no 700, 2013  (ISBN 978-2-07-044987-3)
- (de) Mariaschwarz, 2008
- (de) Gewitter über Pluto, 2009
- (de) Wo die Löwen weinen, 2011
- (de) Die Haischwimmerin, 2011
- (de) Das Leben und Sterben der Flugzeuge, 2016
- (de) Die Büglerin, 2018

### Romans et autres publications
- (de) Brunswiks Lösung: von Engeln, Nachtwächtern und anderen Sterblichen, 1995
- (de) Gebrauchsanweisung für Österreich. Sachbuch, 2008
- (de) Randzeichnungen. Nebenwege des Schreibens, 2010
- (de) Das himmlische Kind, 2012
- Le Mondologue, Carnets nord, 2015 ((de) Der Allesforscher, 2014), trad. Corinna Gepner, 395 p.  (ISBN 978-2-35536-167-8)
- (de) Der Nibelungen Untergang, 2014
- Greenland, Carnets nord, 2017 ((de) Das grüne Rollo, 2015), trad. Corinna Gepner, 277 p.  (ISBN 978-2-35536-245-3)